# Наградни конкурс Савеза јеврејских општина Србије
Наградни конкурс Савеза јеврејских општина Србије је један од најстаријих литерарних конкурса у Србији, који још увек траје и расписује се сваке године.

## О конкурсу
Иницијатива за установљавање Конкурса покренута је 1954. године поводом прославе десетогодишњице обнове рада Савеза јеврејских општина Југославије, а покренуо ју је тадашњи председник Савеза, др Алберт Вајс. Конкурс је први пут расписан 2. маја 1955. године. Није расписан само два пута, 1992. и 1994. године, у време Грађанског рата на простору бивше Југославије. 
Конкурс је анониман. Односи се на радове са јеврејском тематиком из области науке, историје, књижевности, уметности, мемоарске грађе и Холокауста. Само прве године био је расписан и за ликовну уметност и музику. Конкурс за радове са јеврејском тематиком, временом је постао традиционална културна манифестација с угледом и ван јеврејске јавности, а на њему учествују како Јевреји, тако и аутори других националности. До данас, на њему је учествовало више стотина аутора са преко 2.000 радова, а међу награђенима су и аутори радова пристиглих из Аустралије, Аустрије, Енглеске, Израела, Канаде, САД, Хрватске, Босне и Херцеговине и Црне Горе. 
На конкурсу су учествовали и били награђивани и аутори који су касније постали афирмисани и познати писци, стручни и јавни радници, глумци, како Јевреји тако и нејевреји, као што су: Данило Киш, Давид Албахари, Филип Давид, Гордана Куић, Звонимир Палански, Љубица Арсић, Војислав Максимовић, Кринка Видаковић (касније амбасадор Србије и Црне Горе у Израелу), Радивоје Давидовић, Ханс Брамер, Драгољуб Чолић, Мирослава Деспот, Зора Дирнбах, Димитрије Машановић, Аврам Пинто, Видосава Недомачки, Љубивоје Ршумовић, Ласло Секељ, Мирјана Белић-Корочкин-Давидовић, Ева Рас и други. 
Добитник највећег броја награда до сада је Жени Лебл, ауторка 24 награђена рада посвећена изучавању историје Јевреја Србије, али и шире. У знак пијетета према овој ауторки, која је својим вредним радом, истраживањем и објављивањем књига о историји Јевреја, пре свега Србије, Извршни одбор Савеза је 24. јануара 2010. године донео одлуку да се прва награда која се додељује на овом конкурсу именује по њој – Прва награда „Жени Лебл”. 
Чланови жирија били су, и јесу, позната имена југословенске и српске науке и културе: Арон Алкалај, Исак Амар, Андрија Гамс, Зоран Гавриловић, Иван Ивањи, Љубиша Јоцић, Симха Кабиљо-Шутић, Лавослав Каделбург, Жак Конфино, Александар Леви, Јулија Најман, Миодраг Пешић, Андреја Прегер, академик Радован Самарџић, Душан Синдик, Ана Шомло, академик Предраг Палавестра, Филип Давид, др Милан Ристовић, Богдан А . Поповић и други.
Временом неке категорије за које је конкурс био расписан, су изостављане (на пример ликовна уметност и музика), а временом профилирале су се следеће три категорије: за књижевни рад (роман, приповетку, есеј, причу, песму, драму), за научни и стручни рад, и мемоарски радови (сећања савременика). Број чланова жирија кретао се од три до пет чланова. Последњих година награде се додељују обједињено за све радове, независно којој категорији радови припадају. Реч је, дакле, о првој, другој и трећој награди, а постојала је, и данас постоји, и такозвана категорија „откупа” која се додељује најчешће за стручне радове.
О значају Конкурса говори и околност да су на појединим доделама награда, уз представнике јавних медија, присуствовале и поједине јавне личности из света културе, политике, религије - бивши председник Скупштине Србије, амбасадор Републике Хрватске у Србији, књижевници, глумци, итд.
Конкурс се често именом категорише као литерарни, иако у суштини није само то, јер на сваком конкурсу уз књижевне редовно учествују и научни и стручни радови, као и мемоарска грађа. Награде су новчане, а уз њих додељују се и дипломе, плакете и поклони. Сви радови, награђени или не, чувају се у архиви Савеза јеврејских општина Србије.
Многи награђени и откупљени радови објављени су уз сагласност аутора, у целини или у одломцима, у неким од издања Савеза: Јеврејском алманаху, који је излазио од 1954. до 1970. године; у јубиларном Јеврејском алманаху 1971 – 1996, који је цео био посвећен радовима са наградног Конкурса; и у новој публикацији Савеза - Зборнику Јеврејског историјског музеја.

## 63. наградни конкурс СЈОС
63. наградни конкурс Савеза јеврејских општина Србије, за радове са јеврејском тематиком, одржан је 2019. године. Жири Савеза јеврејских општина Србије чинили су проф. др Милан Ристовић, књижевник и проф. Филип Давид и књижевни критичар Богдан А. Поповић. Прегледано је 23 рада, која су приспела у тој години. На састанку жирија одржаном 28. новембра 2019. године, донета је одлука да се награде следећи радови и њихови аутори:
Прва награда „Жени Лебл”, додељена је за рад:
- „Јеврејско наслеђе у обредима, обичајима и празницима код хришћана и муслимана”, аутор Арон Албахари, из Београда

Другу награду деле два рада: 
- „Сведочанства - Документи архива Војводине; Искази Јевреја Бачке, повратника из Аушвица и других логора, дати 1945. године и искази сведока овог злодела, забележени исте године”, аутор Владимир Тодоровић, из Новог Сада

- „Акција за сађење југословенског дела шуме мученика у Израелу 1952 – 1955 - симболика, ритуал и значење”, аутор Давор Стипић, из Београда

Трећу награду деле два рада:
- „Беле руже плове Бегејом”, ауторка Маријана Петровић Раић, из Београда
- „Фалаши некад и сад”, аутор Радивој Давидовића, из Београда.

Жири је такође донео одлуку о откупу следећа два рада: 
- Први откуп, додељен за рад: „Право умјесто праведности: жидовска имовина под народном влашћу”, ауторка Ана Мариа Грунфелдер, из Загреба
- Други откуп, додељен за рад: „Девојке које једу боровнице”, аутор Ладо Шујица, из Београда

## 64. наградни конкурс СЈОС
64. наградни конкурс Савеза јеврејских општина Србије, за радове са јеврејском тематиком одржан је 2020. године. Жири су чинили проф. др Милан Ристовић, књижевник и проф. Филип Давид и књижевни критичар Богдан А. Поповић. Прегледали су 25 радова приспелих у овој години. На састанку жирија одржаном 17. децембра 2020. године, донета је одлука да се награде следећи радови и њихови аутори:
Прва награда„ Жени Лебл”, додељена је за рад:
- „Апостоли”, аутор Живојин Ивковић, из Београда

Другу награду, деле радови:
- „Поетика романа Мирис кише на Балкану Гордане Куић”, аутор Александар Марковић, из села Ратаре (Параћин)

- „Дрвени лутак”, ауторка Аница Лазин, из Београда

Трећу награду, деле радови:
- „Земунски јеврејски кварт – историја, структура, значење”, ауторка др Чедомила Маринковић, из Земуна
- „Судбина архива јеврејских општина у току Другог светског рата – трагом матичних књига”, аутор Радован Сремац, из Шида

Жири је такође донео одлуку о откупу следећа два рада: 
- Први откуп, додељен за рад: „Дечак међу нама”, ауторка Сунчица Ћирковић, из Београда
- Други откуп, додељен за рад: „Јозефина и Јованка”, аутор Бранислав Костић, из Новог Сада